# Angaria constantinensis
Angaria constantinensis is een uitgestorven slakkensoort uit de familie van de Angariidae. De wetenschappelijke naam van de soort werd voor het eerst geldig gepubliceerd in 2018 door Gain, Belliard en Le Renard.